# 西島町 (浜松市)
西島町（にしじまちょう）は静岡県浜松市中央区の町名。丁番を持たない単独町名である。住居表示未実施。

## 地理
浜松市中央区の南東部、五島地区の中西部に位置する。大柳町・鼡野町（ねずみのちょう）・御給町・下江町・江之島町・松島町・福島町・遠州浜（一丁目及び二丁目）と接する・町域は西柳橋から県道315号にかけてのエリア、遠州大橋通りから遠州浜団地北にかけてのエリア、あすなろ幼稚園南東から遠州浜第二公園南の遠州浜海岸エリアの3つに分かれている。

### 海
- 太平洋（遠州灘）

### 河川
- 芳川

### 学区
小学校・中学校の学区は以下の通りである。
- 浜松市立南の星小学校
- 浜松市立江南中学校

## 歴史

### 町名の由来
天竜川河口の「西の島」であることから。

### 沿革
- 1889年（明治22年）4月1日 - 町村制の施行により、長上郡西島村・平左衛門新田が周辺の村と合併し、長上郡五島村となる[WEB 9]。旧村名は五島村の大字として残る[書籍 1]。
- 1896年（明治29年）4月1日 - 郡制の施行により、五島村の所属郡が浜名郡に変更となる。
- 1897年（明治30年）3月 - 村役場が大字西島字中前東に移転する[書籍 2]。
- 1936年（昭和11年） - 村役場が手狭になったことから、大字西島字寺前に移転する[書籍 2]。
- 1951年（昭和26年）
  - 3月23日 – 五島村が浜松市に編入される。
  - 9月 – 大字平左衛門新田を編入するとともに、大字西島から西島町へ住所表記を変更する。
- 1960年（昭和35年） - 大字四本松の一部を編入する[WEB 10]。
- 1972年（昭和47年）1月1日 - 福島町及び西島町の各一部より遠州浜一丁目を、西島町の一部から遠州浜二丁目を、西島町及び松島町の各一部より遠州浜三丁目を新設[WEB 11]。
- 2007年（平成19年）4月1日 - 浜松市が政令指定都市となる。西島町は南区の一部となる。
- 2024年（令和6年）1月1日 - 浜松市の行政区再編により、西島町は中央区の一部となる。

## 施設
- 浜松市立南の星幼稚園
- 浜松市立南の星小学校
- JAとぴあ浜松五島支店
- 浄土宗 西島山 神崇寺
- 臨済宗方広寺派 松林寺
- 貴船神社

## 交通

### バス
- 遠鉄バス1遠州浜線：（浜松駅 方面 - ）西島（ - 遠州浜四丁目・遠州浜温泉 方面）

### 道路
- 国道150号（掛塚バイパス、遠州大橋通り）
- 静岡県道315号五島天竜川停車場線（十五メートル道（学校東通り））[WEB 12][WEB 13]
- 浜松市道松島江之島線（松風通り）[WEB 14][WEB 13]
- 浜松市道西島2号線（宮前通）[WEB 12][WEB 13]
- 浜松市道西島43号線（平左衛門地蔵通り）[WEB 12][WEB 13]
- 浜松市道福島1号線（福島浜道（ペイトン号通り））[WEB 12][WEB 13]

## その他

### 警察
警察の管轄区域は以下の通りである。
| 番・番地等 | 警察署       | 交番・駐在所 |
| ---------- | ------------ | ------------ |
| 全域       | 浜松東警察署 | 富屋町交番   |

### 消防
消防の管轄区域は以下の通りである。
| 番・番地等 | 消防署   | 本署/出張所 |
| ---------- | -------- | ----------- |
| 全域       | 南消防署 | 白脇出張所  |

### 書籍
1. ↑  『浜松市史 三』浜松市役所、1980年3月26日、176頁。
2. 1 2  『わが町文化誌 太陽と潮風 五島・遠州浜』浜松市立五島公民館活動推進委員会、1998年3月31日、260頁。

### WEB
1. ↑  “h02_22.csv”.   総務省 (2022年2月10日). 2024年8月6日閲覧。
2. ↑  “chuouku_menseki.xlsx”.   浜松市 (2024年3月12日). 2024年8月6日閲覧。
3. ↑  “静岡県 浜松市中央区 西島町の郵便番号 - 日本郵便”.   日本郵便. 2025年2月15日閲覧。
4. ↑  “市外局番の一覧”.   総務省 (2022年3月1日). 2024年8月6日閲覧。
5. ↑  “事業所案内及び管轄地域（事務所3件、分室3件）”.   一般社団法人静岡県自動車会議所. 2024年8月6日閲覧。
6. ↑  “住居表示実施状況／浜松市”.   浜松市 (2024年1月4日). 2024年8月6日閲覧。
7. ↑  “学校名から探す／浜松市”.   浜松市 (2024年1月1日). 2024年8月6日閲覧。
8. ↑  “gotou-map-5p.pdf”.   浜松市五島協働センター (2024年8月5日). 2024年8月6日閲覧。
9. ↑  “historyofcities.pdf”.   静岡県総務部合併推進室・財団法人静岡県市町村振興協会. 2024年9月24日閲覧。
10. ↑  “解説ページ”.   株式会社エア. 2024年10月8日閲覧。
11. ↑  “zissizennzi.pdf”.   浜松市 (2024年1月4日). 2024年8月6日閲覧。
12. 1 2 3 4  “gotou-map-4p.pdf”.   浜松市五島協働センター (2024年8月5日). 2024年8月6日閲覧。
13. 1 2 3 4 5  “gotou-map-3p.pdf”.   浜松市五島協働センター (2024年8月5日). 2024年8月6日閲覧。
14. ↑  “gotou-map-2p.pdf”.   浜松市五島協働センター (2024年8月5日). 2024年8月6日閲覧。
15. ↑  “富屋町交番｜静岡県警察”.   静岡県警察 (2024年1月1日). 2024年8月6日閲覧。
16. ↑  “消防署の町別管轄「に」／浜松市”.   浜松市 (2020年3月25日). 2024年8月6日閲覧。